# Obduktion (Geologie)

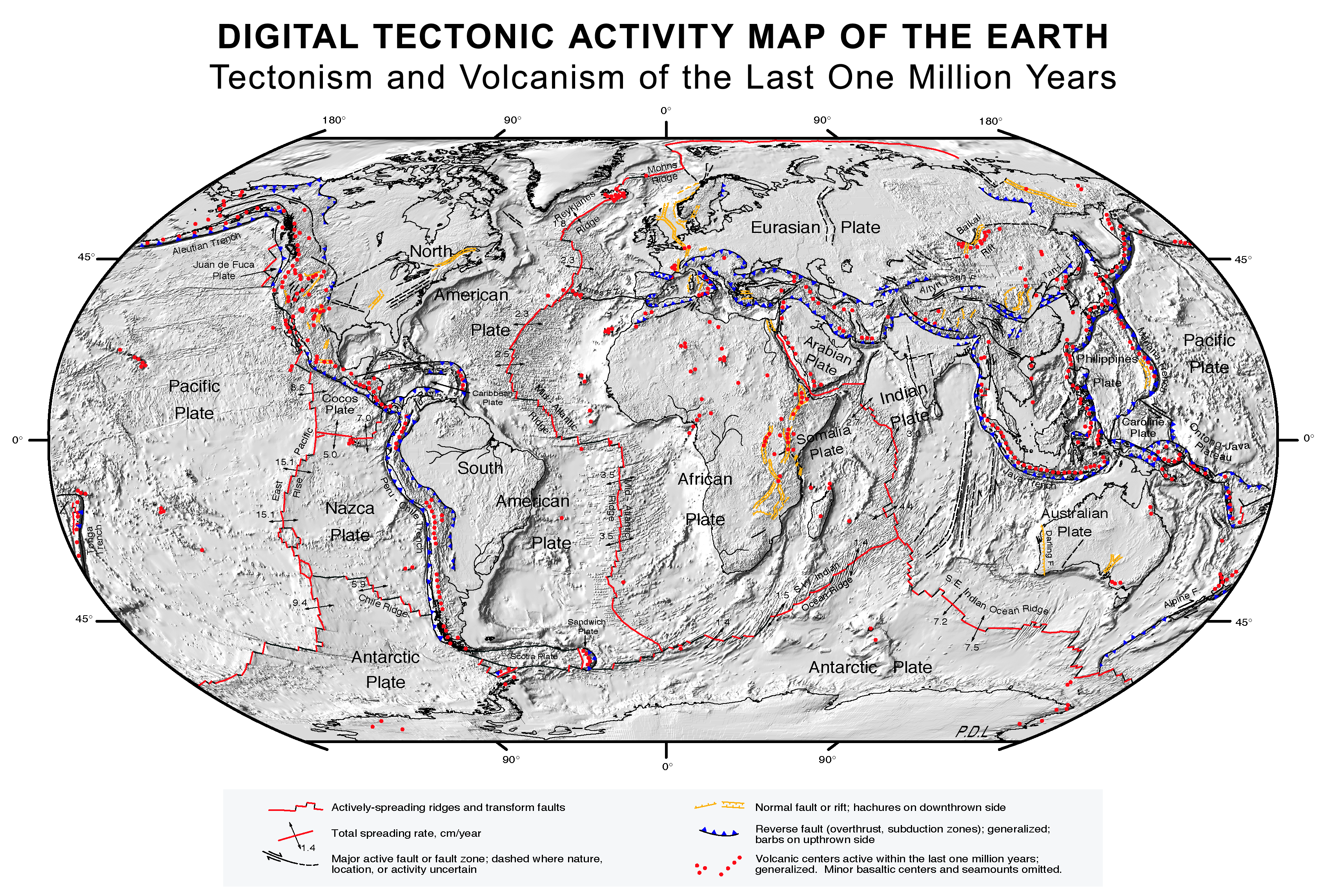
Karte der aktiven Plattengrenzen

Obduktion (nach lateinisch obduco ‚über etwas ziehen‘, ‚bedecken‘) bezeichnet in der Geologie die Überschiebung kontinentaler Erdkruste durch ozeanische Kruste.
Entgegen landläufiger Meinung ist Obduktion nicht einfach der Gegenbegriff zum Vorgang der Subduktion, denn ozeanische Kruste ist dichter und damit schwerer als kontinentale Kruste und wird daher fast immer subduziert statt obduziert. Obduktion ist daher die Ausnahme von der Regel. Sie passiert nur unter ganz bestimmten Voraussetzungen und nur in geologisch kurzen Zeiträumen.
Eine mögliche Situation, in der Aufschiebung ozeanischer Kruste auf einen Kontinent auftreten kann, sind Akkretionskeile. Hierbei wird während der Subduktion die ozeanische Kruste der Unterplatte nicht vollständig in den Oberen Mantel hinab gezogen (subduziert), sondern von ihrer Unterlage abgeschert und auf die kontinentale Kruste der Oberplatte aufgeschoben. Hierzu muss die kontinentale Kruste selbst für einige Zeit in die Subduktionszone hinuntergebogen worden sein, bevor sie sich auf Grund ihres niedrigeren spezifischen Gewichts wieder heraushob, und mit ihr die abgescherten Reste der ozeanischen Kruste. 
Bekanntestes Beispiel sind in diesem Zusammenhang schmale Streifen von Ophiolithen, die in Faltengebirgsgürteln gefunden werden und die man für die letzten Überbleibsel ganzer Ozeane hält, die zwischen zwei kollidierenden Kontinentalblöcken verschwunden sind.